# Ла-Москітія

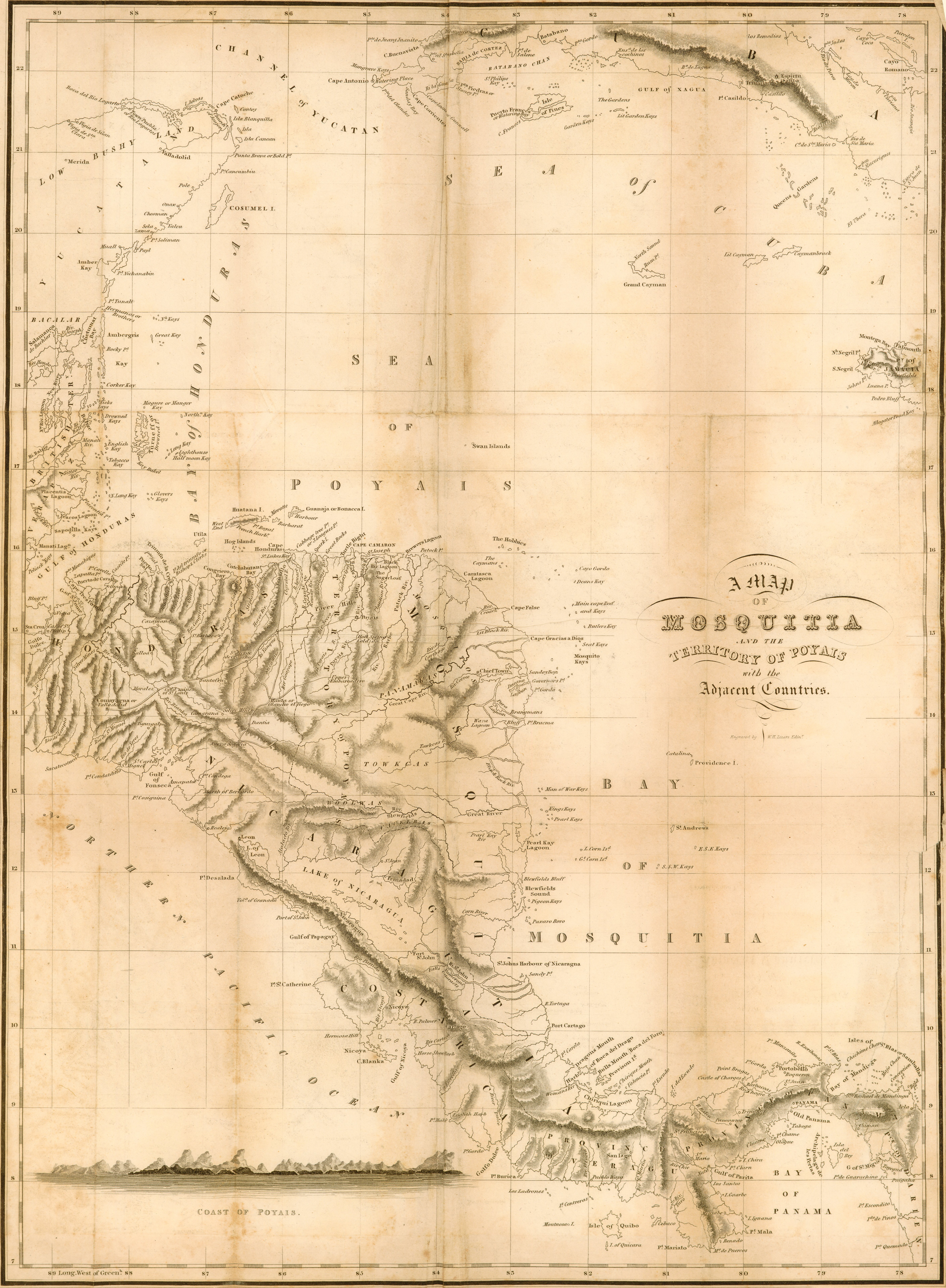
Берег москітів, північна частина якого, Ла-Москітія, розміщена в Гондурасі

Ла-Москітія (ісп. La Mosquitia) — прибережний район у східній та північно-східній частинах департаменту Грасіас-а-Дьос в Республіці Гондурас.
Є частиною історичної області Берег москітів. Є вкрай погано розвинутим районом тропічних лісів і мангрових болот, де практично відсутні дороги. Його населяють різні племена індіанців мискіто. На його території розташований національний парк Ріо-Платано. Найбільше місто — Пуерто-Лемпіра.
| Гондурас | Це незавершена стаття з географії Гондурасу. Ви можете допомогти проєкту, виправивши або дописавши її. |